# Преображенский храм (Легчищево)
Преображенский Храм села Новый Быт (Новоспасская церковь, Преображенская церковь села Легчищево) — приходской православный храм в селе Новый Быт городского округа Чехов. Относится к Чеховскому благочинию Подольской епархии Русской православной церкви.
Основан не позднее XVI века. Современное здание построено в 1842—1851 годах. При храме имеется кладбище.

## История

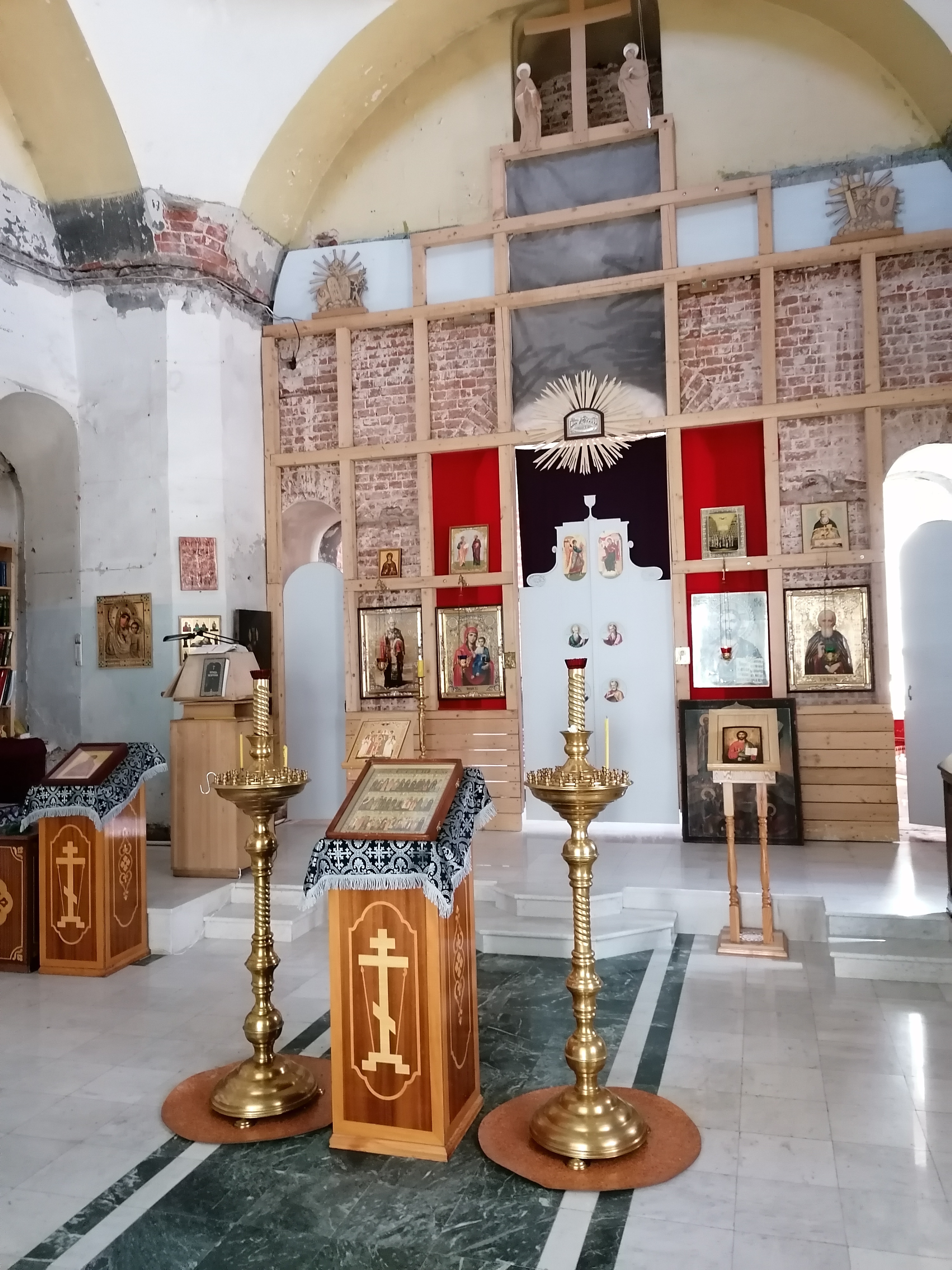
Центральный придел восстанавливаемого Преображенского храма

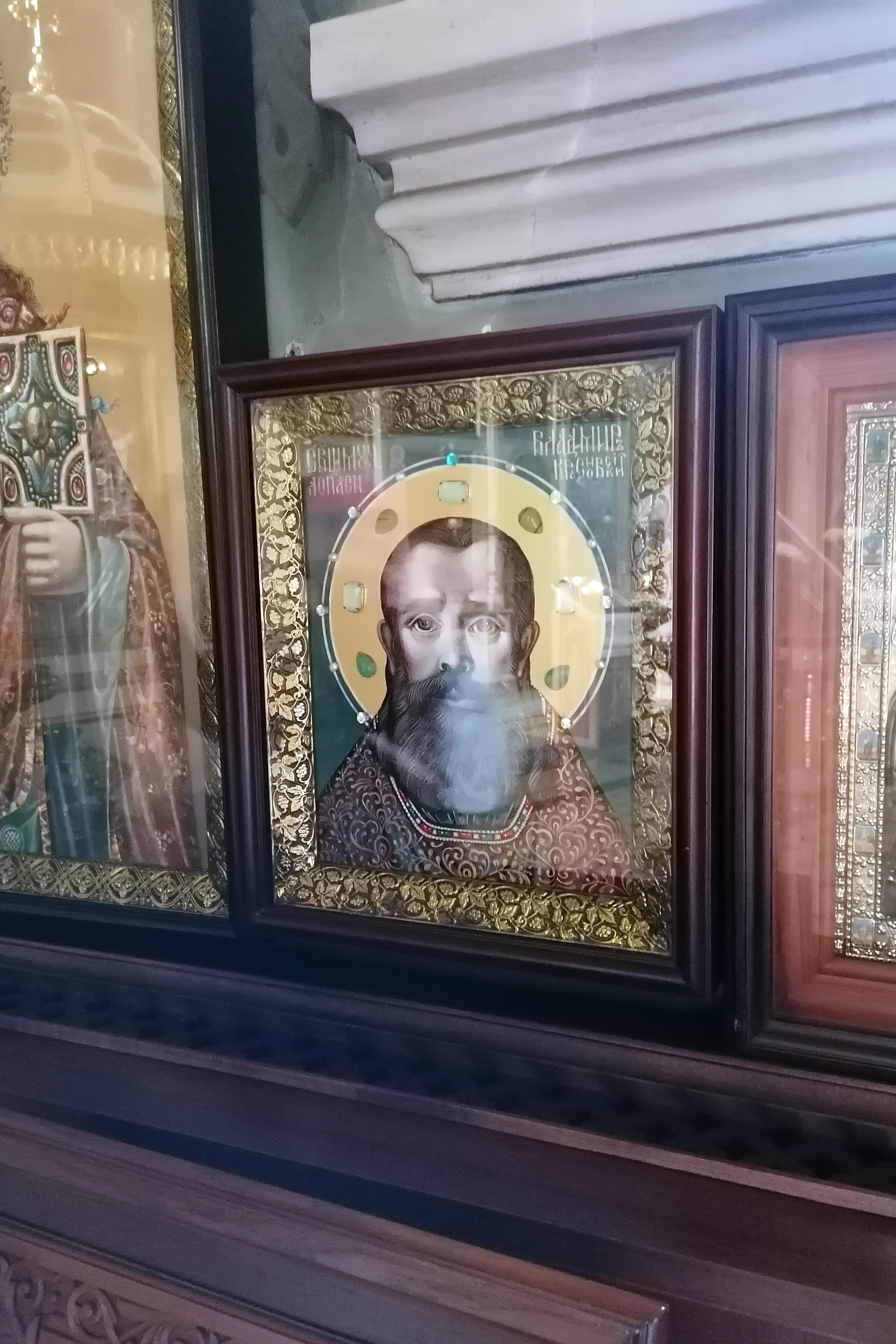
Икона священномученика Владимира Красновского в Преображенском храме Староспасского погоста

На момент основания монастыря Вознесенская Давидова пустынь в 1515 году село Легчищево (тогда Левчищево), находившееся от него в непосредственной близости, существовало уже несколько столетий. В селе была деревянная церковь Святой Мученицы Параскевы. Позже в него был перенесен из Давидовой пустыни построенный в 1600 году игуменом Леонидом «на свои келейные деньги» деревянный храм Вознесения Господня. Причина перенесения храма неизвестна. Поэтому в 1627 году во время переписи владений монастыря в селе Легчищево находилось два храма, но старая церковь Параскевы «стояла без пения, ветхая», а службы проходили в новом, перенесенном из монастыря храме. Исходя из того, что средний срок службы деревянных церквей в то время составлял 85 лет, церковь Параскевы была построена не позднее первой половины XVI века.
Перенесенная из монастыря церковь стала называться Преображенской. При этом в народе сразу закрепилось другое название церкви — Новоспасская церковь, употребляемое до настоящего времени, в противовес находящемуся неподалёку Преображенскому храму Староспасского погоста, называвшейся Староспасской церковью, и существовавшему на тот момент уже несколько веков.
Впоследствии старая церковь Параскевы была разобрана, а в новом храме был создан придел «великомученицы Парасковеи, нарицаемыя Пятницы», который был описан в писцовой книге 1657 года.
В 1842—1851 гг. было произведено строительство каменной Новоспасской церкви взамен обветшавшей деревянной. В ней был сохранен Пятницкий придел, а также был открыт ещё один — Вознесенский, скорее всего в память о том, что перенесенный за двести лет до того из монастыря деревянный храм носил имя храма Вознесения Господня.
В 30-х годах XX-го века храм был закрыт, последний его настоятель, священномученик Владимир Красновский, был расстрелян 25 ноября 1937 года и погребен в безвестной общей могиле на полигоне Бутово под Москвой. Постановлением Священного Синода 27 декабря 2000 года священник Владимир Красновский был причислен к лику святых в чине священномученика.
После смерти последнего настоятеля храм пришел в запустение. По рассказам местных жителей дети в начале сороковых годов залезали церковь и выносили оттуда, кто книги, кто утварь. 15 мая 1953 года церковное здание было передано под нужды НАТИ.
В последующее время здание церкви было сильно обезображено — колокольня была разрушена, барабан и центральный купол сброшены бульдозерами. Вокруг храма были возведены многочисленные пристройки, частично разрушены стены. На месте Вознесенского придела был устроен туалет, на месте центрального алтаря — столярная мастерская. Само здание в целом использовалось как лабораторный корпус НАТИ.
В 2007 году, старанием благочинного Чеховского района священника Александра Сербского и супругов Георгиевских, по благословению Митрополита Крутицкого и Коломенского Ювеналия приход был возобновлен и началось восстановление храма, которое продолжается и по сей день.
С октября 2010 года усилиями священника Павла Иванова, настоятеля храма с 21 марта 2011, началась реставрация внутренних помещений: был расчищен Пятницкий придел и притвор, открыта сохранившаяся местами роспись стен, на куполе установлен крест, на колокольню вернулись кампаны, обустроены помещения для приходской воскресной школы и народная трапезная.